# Голодные игры: Баллада о змеях и певчих птицах
«Голо́дные и́гры: Балла́да о зме́ях и пе́вчих пти́цах» (англ. The Hunger Games: The Ballad of Songbirds and Snakes) — американский боевик-антиутопия режиссёра Фрэнсиса Лоуренса по сценарию Майкла Лессли и Майкла Арндта. Он основан на романе Сьюзен Коллинз «Баллада о змеях и певчих птицах». Является приквелом к фильму «Голодные игры» и пятым фильмом в серии «Голодные игры». Главные роли исполнили Том Блайт, Рэйчел Зеглер, Джейсон Шварцман, Питер Динклэйдж, Джош Андрес Ривера и Виола Дэвис.
Мировая премьера состоялась в Берлине 5 ноября 2023 года, премьера фильма в США прошла 17 ноября 2023 года. Фильм получил смешанные отзывы критиков.

## Сюжет
Фильм рассказывает о юном Кориолане Сноу, который живет в апартаментах со своей кузиной Тигрис и бабушкой. Кориолан во что бы то ни стало хочет вернуть былую славу своему роду. Для этого ему нужно получить премию Плинта, которая даст ему деньги, власть, а самое главное - уважение.
В День Жатвы десятых юбилейных Голодных Игр, Кориолану выпадает возможность стать ментором одного из участников Игр.
Он становится ментором девушки из Дистрикта 12 (Люси Грей Бэйрд). Она и её народ (Кови) - кочевники. После смерти родителей девушка не смогла покинуть Дистрикт, и ныне проживает в нём. 
Когда при помощи жребия вытянули Люси, Кориолан был крайне напряжен, ведь выходцы из бедных Дистриктов никогда не побеждали. Со временем Кориолан понял, что если ему не удастся победить, то он сделает все, чтобы Капитолий запомнил Люси и ее ментора. 
Чтобы заполучить доверие Люси Грэй, Кориолан единственный из менторов приезжает на вокзал чтобы встретить своего трибута. Их всех отвозят в «зоопарк» в котором содержатся трибуты до начала Голодных Игр, среди них оказывается и Сноу. В его гениальной голове есть план – нужно сделать всё, для того чтобы влюбить Панем в Люси.
Далее фильм затрагивает события до игр (знакомство Панема с трибутами), сами игры и события после игр. 

## В ролях
| Актёр                | Роль                             |
| -------------------- | -------------------------------- |
| Том Блайт            | Кориолан Сноу                    |
| Рэйчел Зеглер        | Люси Грей Бэйрд                  |
| Виола Дэвис          | доктор Волумния Галл             |
| Питер Динклэйдж      | директор Каска Хайботтом         |
| Джейсон Шварцман     | Лукреций «Счастливчик» Фликерман |
| Джош Андрес Ривера   | Сеян Плинт                       |
| Хантер Шефер         | Тигрис Сноу                      |
| Флэнаган Фионнула    | Мадам Бабушка                    |
| Берн Горман          | командир Хофф                    |
| Эшли Ляо             | Клеменция Доувкоут               |
| Лилли Мария Купер    | Арахна Крейн                     |
| Марк Рафаэль         | Фестус Крид                      |
| Эймер Хусейн         | Феликс Рейвинстилл               |
| Зои Рене             | Лисистрата Викерс                |
| Маккензи Лэнсинг     | Корал                            |
| Ник Бенсон           | Джессап                          |
| Джером Ланс          | Маркус                           |
| Ирен Бем             | Ламина                           |
| Дмитрий Аболд        | Рипер                            |
| Луна Стиплз          | Дилл                             |
| Купер Диллон         | Мизен                            |
| Хироки Берреклот     | Трич                             |
| Кьелль Брутшайдт     | Теннер                           |
| Луна Кусэ            | Брэнди                           |
| Нокс Гибсон          | Бобин                            |
| София Санчес         | Воуви                            |
| Майкл Греко          | Страбо Плинт                     |
| Даниэла Груберт      | миссис Плинт                     |
| Марк Аден Грей       | мэр Липп                         |
| Изобель Йеспер Джонс | Мейфэр Липп                      |
| Дакота Шапиро        | Билли Бурый                      |
| Мона Воячек Копер    | Лилл                             |
| Джордж Сомнер        | Спрус                            |

## Производство
В августе 2017 года директор компании Lionsgate Джон Фелтхеймер заявил об интересе к созданию спин-оффов к серии фильмов «Голодные игры».
В июне 2019 года председатель Lionsgate Motion Picture Group Джо Дрейк объявил о том, что компания работает над киноадаптацией романа Сьюзен Коллинз «Баллада о змеях и певчих птицах». К апрелю 2020 года представители Коллинз и компании Lionsgate подтвердили, что фильм находится в ранней стадии разработки. Его режиссёром был назначен Фрэнсис Лоуренс, снявший три предыдущих фильма франшизы. Сценарий к фильму написал Майкл Арндт, а Нина Джейкобсон и Брэд Симпсон стали продюсерами. Коллинз также привлекалась к разработке киносценария и стала одним из исполнительных продюсеров. В августе 2021 года Дрейк заявил, что предварительная разработка фильма «идёт очень, очень хорошо». В мае 2022 года Том Блайт был утверждён на роль юного Кориолана Сноу. В том же месяце роль в фильме получила Рэйчел Зеглер. В июне 2022 года стало известно, что в фильме снимется Джейсон Шварцман. В июле 2022 года к актёрскому составу присоединился Питер Динклэйдж.
Съёмки фильма начались в Польше в июне 2022 года, и завершились в ноябре 2022 года.

## Маркетинг
5 июня 2022 года вышел первый тизер фильма.
27 апреля 2023 года компания Lionsgate представила официальный трейлер. 20 сентября 2023 года вышел второй трейлер.

## Премьера
Европейская премьера состоялась в Берлине 5 ноября 2023 года, премьера фильма в США прошла 17 ноября 2023 года.

## Восприятие
По состоянию на март 2024 года фильм собрал 166,3 млн долларов в США и Канаде и 171 млн долларов на других территориях, общие мировые сборы превысили 348 млн долларов.
Фильм получил смешанные отзывы критиков. Согласно обзору сайта Screen Rant большинство критиков отметили «перегруженное» повествование, недостаток динамики в финальном отрезке и затянутость фильма при сохранении соответствия сюжету первоисточника.
На сайте-агрегаторе рецензий Rotten Tomatoes рейтинг фильма составляет 64% на основании 237 рецензий критиков. «Консенсус критиков» звучит так: «Превосходный актёрский состав и захватывающий сюжет делают „Балладу о змеях и певчих птицах“ достойным возвращением в Панем, несмотря на скомканный и несколько разочаровывающий финал». На сайте-агрегаторе Metacritic рейтинг фильма составляет 54 балла из 100 возможных на основании 51 рецензии критиков, что соответствует «смешанным или средним» оценкам.